# 网纹狮子鱼
网纹狮子鱼（学名：Liparis chefuensis）为輻鰭魚綱鮋形目杜父魚亞目狮子鱼科狮子鱼属的鱼类，俗名先生鱼。分布於西北太平洋區的中国黄海海域，常见于近海底层，棲息在水深5至30公尺深的海域，體長可達16.5公分。该物种的模式产地在烟台。

## 扩展阅读
維基物種上的相關：网纹狮子鱼